# Ruhotina
Ruhotina je naselje v občini Bijeljina, Bosna in Hercegovina. 

## Deli naselja
Bjeloška, Bojovići, Brdo, Potočani, Rakići in Ruhotina.

## Prebivalstvo
| Pregled števila prebivalcev po letih | Pregled števila prebivalcev po letih | Pregled števila prebivalcev po letih | Pregled števila prebivalcev po letih | Pregled števila prebivalcev po letih | Pregled števila prebivalcev po letih |
| ------------------------------------ | ------------------------------------ | ------------------------------------ | ------------------------------------ | ------------------------------------ | ------------------------------------ |
| 1948                                 | 1953                                 | 1961                                 | 1971                                 | 1981                                 | 1991                                 |
| -                                    | -                                    | -                                    | 519                                  | 487                                  | 446                                  |

| Narodna sestava prebivalstva po letih                                                                                      | Narodna sestava prebivalstva po letih                                                                                      | Narodna sestava prebivalstva po letih                                                                                        |
| --- | --- | --- |
| 1971 | 1981 | 1991 |
| . skupaj: 519 Srbi 516 (99,42 %) Hrvati 2 (0,38 %) Muslimani 0 (0,00 %) Jugoslovani 0 (0,00 %) drugi in neznano 1 (0,19 %) | . skupaj: 487 Srbi 476 (97,74 %) Hrvati 2 (0,41 %) Muslimani 0 (0,00 %) Jugoslovani 7 (1,43 %) drugi in neznano 2 (0,41 %) | . skupaj: 446 Srbi 394 (88,34 %) Hrvati 0 (0,00 %) Muslimani 0 (0,00 %) Jugoslovani 14 (3,13 %) drugi in neznano 38 (8,52 %) |